# لوك بي. بلاكبيرن
لوك بي. بلاكبيرن هو طبيب وسياسي أمريكي، ولد في 16 يونيو 1816 في مقاطعة ودفورد في الولايات المتحدة، وتوفي في 14 سبتمبر 1887 في فرانكفورت في الولايات المتحدة. نشط حزبياً في الحزب الديمقراطي. وقد انتخب عضو مجلس نواب كنتاكي ‏ وانتخب حاكم كنتاكي ‏ (2 سبتمبر 1879 – 5 سبتمبر 1883).